# Bariana
Labanda là một chi bướm đêm thuộc họ Noctuidae.